# Cantó de Châtillon-Coligny
El cantó de Châtillon-Coligny és un cantó francès del departament de Loiret, situat al districte de Montargis. Té 12 municipis i el cap és Châtillon-Coligny.

## Municipis
- Aillant-sur-Milleron
- Châtillon-Coligny
- Cortrat
- Dammarie-sur-Loing
- La Chapelle-sur-Aveyron
- Le Charme
- Montbouy
- Montcresson
- Nogent-sur-Vernisson
- Pressigny-les-Pins
- Sainte-Geneviève-des-Bois
- Saint-Maurice-sur-Aveyron

## Història
| Data d'elecció                           | Identitat           | Partit                     | Qualitat |
| ---------------------------------------- | ------------------- | -------------------------- | -------- |
| 1945-1951                                | M. Lavie            | radical                    |          |
| 1951-1965                                | Maurice Charpentier | RI                         |          |
| 1965-2008                                | Hubert Frémy        | Divers droite, després UDF |          |
| 2008-                                    | Alain Grandpierre   | UMP                        |          |
| les dades anteriors no són pas conegudes |                     |                            |          |
|                                          |                     |                            |          |

## Demografia
| A partir de 1990: Població sense dobles comptes |